# トラストフォール
『トラストフォール』（Trustfall）は、アメリカ合衆国のシンガーソングライターであるP!NKが2023年にリリースした9枚目のオリジナル・アルバム。

## 概要
本作はコロナ禍において感じた自身の感情経験を赤裸々に表現しており、P!NK本人が「自身の音楽生活で一番の自信作かもしれない」と語る作品になった。

## トラック・リスト
| #   | タイトル                                                          | 作詞 | 作曲・編曲 |
| --- | ----------------------------------------------------------------- | ---- | ---------- |
| 1.  | 「ホウェン・アイ・ゲット・ゼアー」                                |      |            |
| 2.  | 「トラストフォール」                                              |      |            |
| 3.  | 「タービュランス」                                                |      |            |
| 4.  | 「ロング・ウェイ・トゥー・ゴー feat. ザ・ルミニアーズ」           |      |            |
| 5.  | 「キッズ・イン・ラヴ feat. ファースト・エイド・キット」           |      |            |
| 6.  | 「ネバー・ガナ・ノット・ダンス・アゲイン」                        |      |            |
| 7.  | 「ランナウェイ」                                                  |      |            |
| 8.  | 「ラスト・コール」                                                |      |            |
| 9.  | 「ヘイト・ミー」                                                  |      |            |
| 10. | 「ロスト・コウズ」                                                |      |            |
| 11. | 「フィール・サムシング」                                          |      |            |
| 12. | 「アワー・ソング」                                                |      |            |
| 13. | 「ジャスト・セイ・アイム・ソーリー feat. クリス・ステイプルトン」 |      |            |